# Bad Influence
Bad Influence – czwarty singel promujący piąty album studyjny amerykańskiej wokalistki pop-rockowej Pink pt. Funhouse. Wydany w Australii i Nowej Zelandii, stał się przebojem tamtejszych stacji radiowych.
Australijskie stowarzyszenie Australian Recording Industry Association (ARIA) przyznało utworowi certyfikat złotej płyty. W Australii singel sprzedał się bowiem w nakładzie ponad trzydziestu pięciu tysięcy egzemplarzy.

## Zawartość singla
Singel CD
1. „Bad Influence” (Main Version)
2. „Please Don’t Leave Me” (Digital Dog Radio Edit)

## Pozycje na listach przebojów
| Notowania z 2009              | Pozycja |
| ----------------------------- | ------- |
| Australian ARIA Singles Chart | 6       |
| New Zealand Singles Chart     | 12      |
| UK Singles Chart              | 123     |